# Oolambeyan National Park
Oolambeyan National Park är en park i Australien. Den ligger i delstaten New South Wales, i den sydöstra delen av landet, omkring 550 kilometer väster om delstatshuvudstaden Sydney. Arean är 222 kvadratkilometer.
Trakten runt Oolambeyan National Park är nära nog obefolkad, med mindre än två invånare per kvadratkilometer.. Det finns inga samhällen i närheten.
Omgivningarna runt Oolambeyan National Park är i huvudsak ett öppet busklandskap. Genomsnittlig årsnederbörd är 452 millimeter. Den regnigaste månaden är februari, med i genomsnitt 75 mm nederbörd, och den torraste är oktober, med 11 mm nederbörd.